# Planum GP Beograd
Pour les articles homonymes, voir Planum (homonymie).
Planum GP Beograd (code BELEX : PLNM) est une entreprise serbe qui a son siège social à Belgrade, la capitale de la Serbie. Elle travaille principalement dans le secteur de la construction. Elle entre dans la composition du BELEXline, l'un des indices principaux de la Bourse de Belgrade.
GP est un acronyme pour Građevinsko preduzeće, « entreprise de construction ».

## Histoire
Planum GP a été créée le 14 janvier 1948 pour réaliser la construction d'aéroports militaires. Par la suite, la société a élargi son champ d'activités au génie civil et à l'industrie hydraulique. En 1963, Planum a fusionné avec la société Soca de Sarajevo, spécialisée dans la construction de structures souterraines et de voies de chemin de fer.
Planum GP Beograd a été admise au libre marché de la Bourse de Belgrade le 6 décembre 2004.

## Activités
Planum GP construit des aéroports civils et militaires, des routes et des autoroutes, des structures souterraines et des tunnels, des voies ferrées, des infrastructures urbaines (rues, boulevards, mini-tunnels) et des structures hydrotechniques. En outre, la société produit des matériaux de construction, notamment des blocs de béton prémoulés, des structures en acier ; elle dispose aussi de centres techniques, notamment pour la maintenance et la réparation du matériel.
Planum GP travaille aussi dans la restauration et le tourisme, notamment avec son agence de voyages Planumtours, qui gère l'hôtel Planum, situé dans les monts Zlatibor.

## Quelques réalisations
Dans le cadre de ses activités, l'entreprise a réalisé les aéroports militaires de Batajnica, Niš, Kraljevo, Tuzla, Pula, Mostar et Podgorica ; en dehors de l'ex-Yougoslavie, on lui doit les aéroports de Ndola, de Luangwa et de Mbala en Zambie, ceux de Kemerovo, Tchita, Oust-Ilimsk, Bratsk, Tcheliabinsk, Magnitogorsk, Magadan, Iakoutsk, Anadyr et Cheremetievo en Russie ainsi que celui d'Almaty au Kazakhstan.

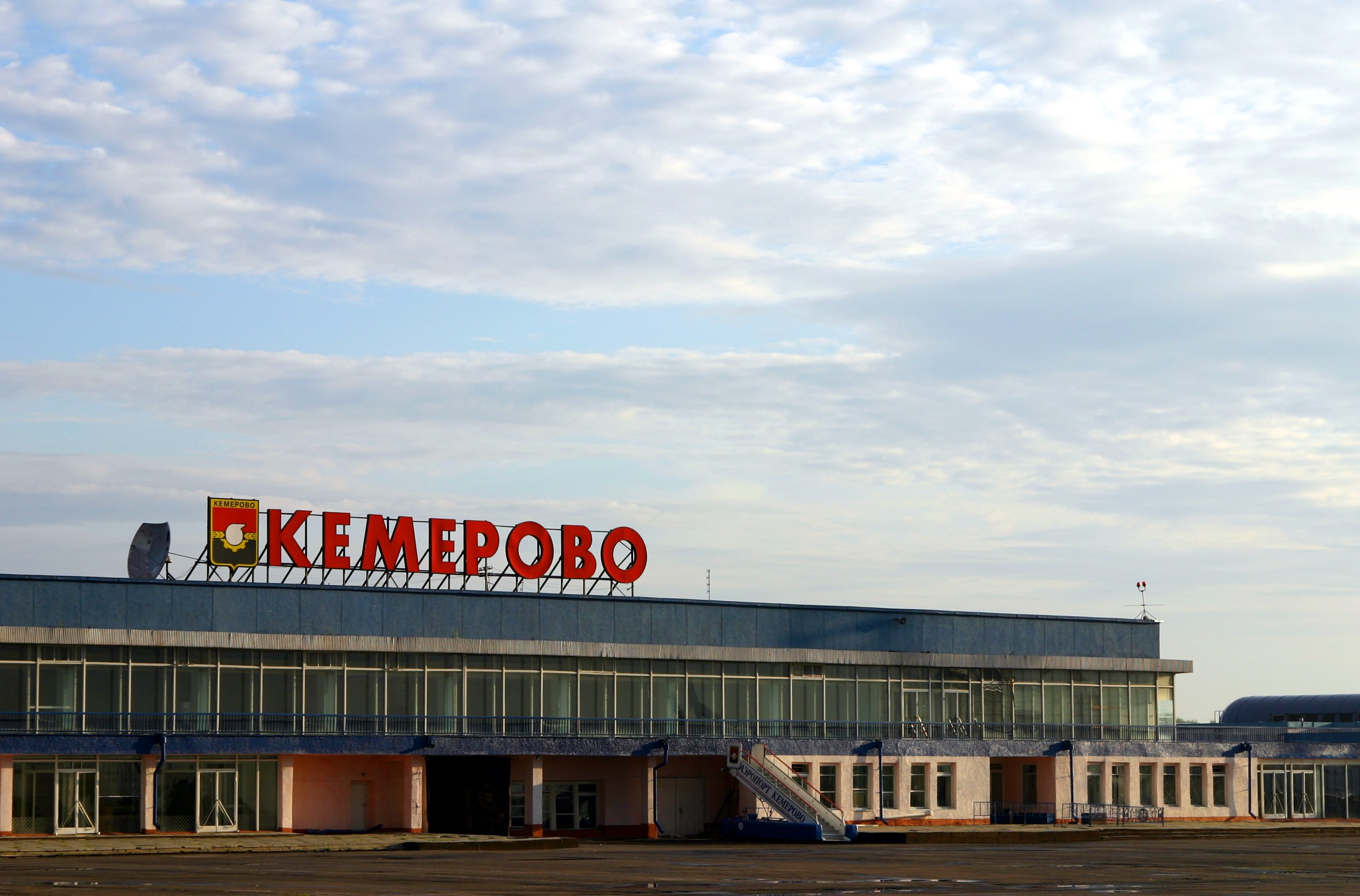
L'aéroport de Kemerovo
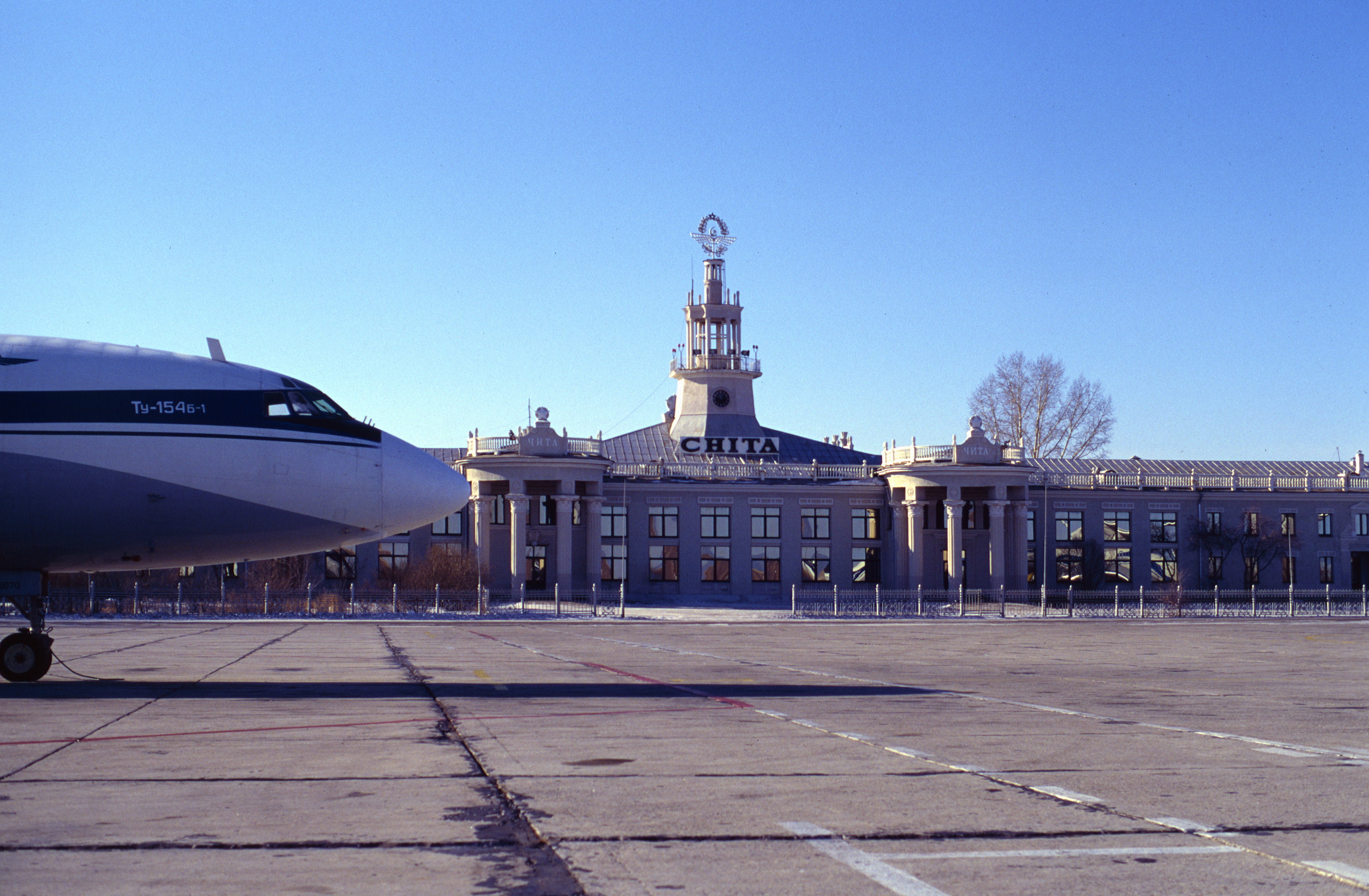
L'aéroport de Tchita
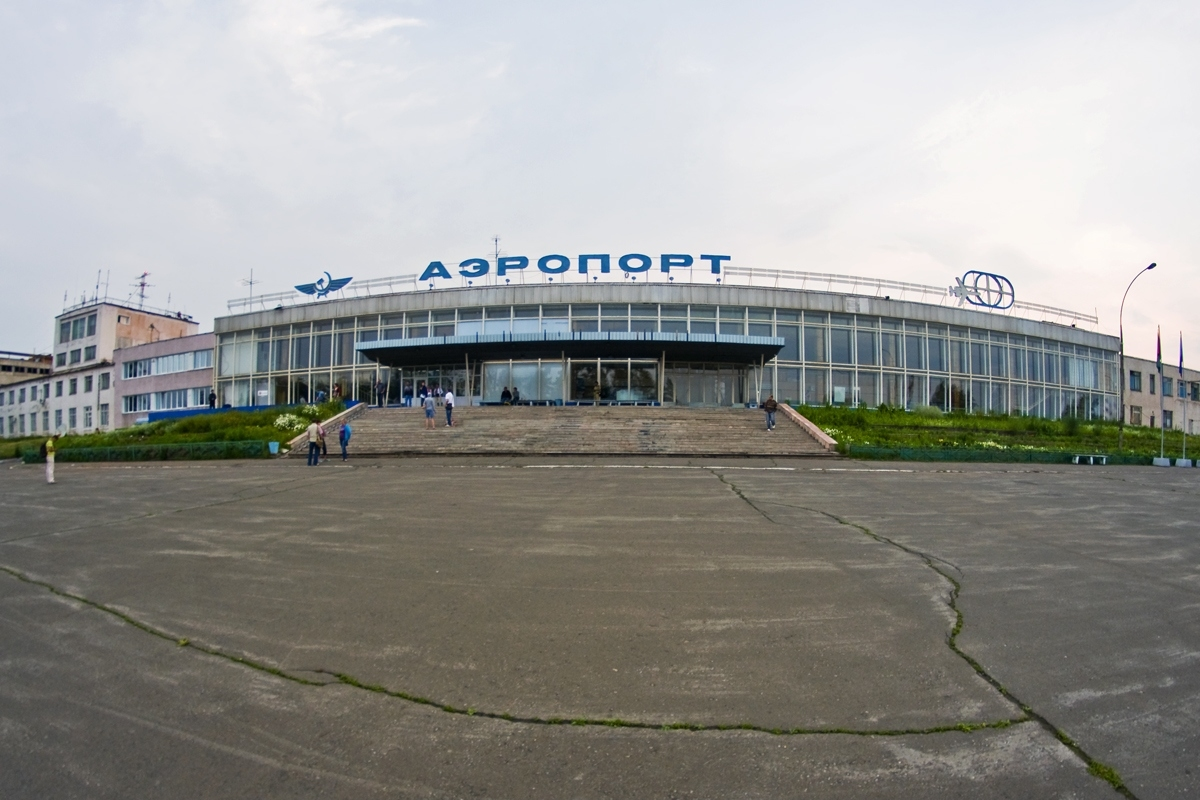
L'aéroport de Bratsk
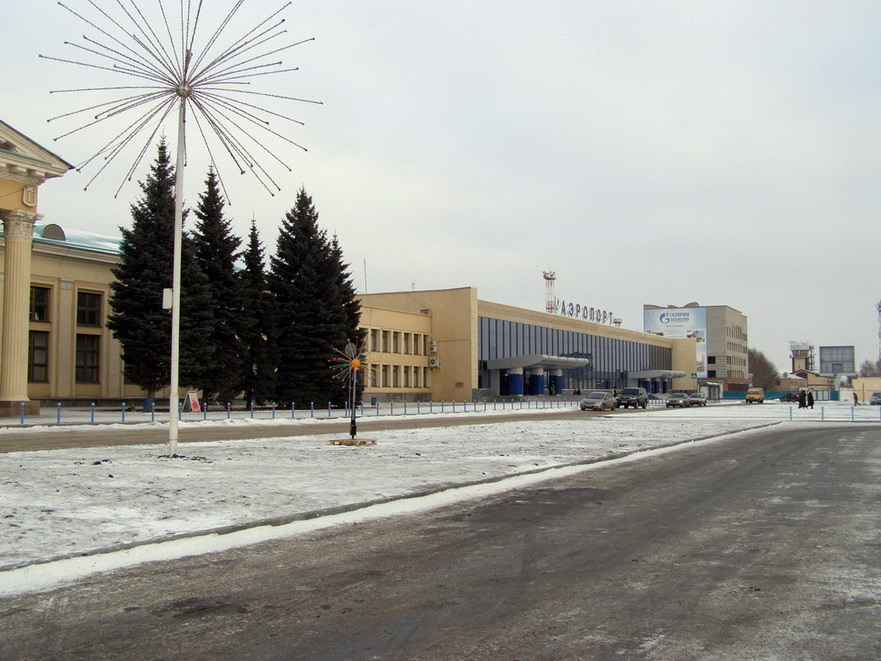
L'aéroport de Tcheliabinsk
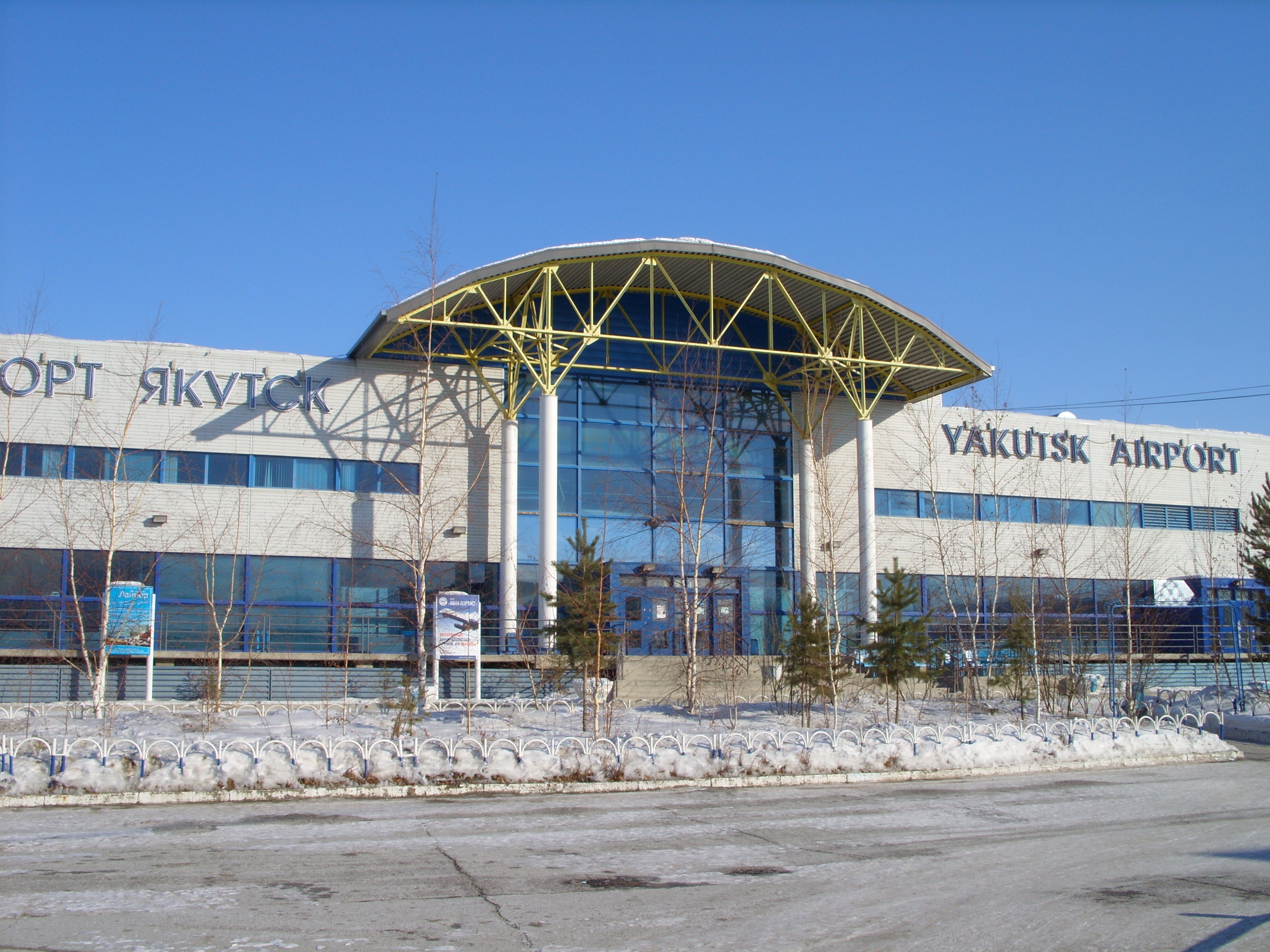
L'aéroport de Iakoutsk

Parmi les réalisations récentes de Planum GP figurent la reconstruction de l'aéroport d'Anadyr en Russie et la reconstruction du secteur 2 de l'aéroport international Cheremetievo à Moscou, ainsi que des travaux sur la base aérienne de Batajnica et dans l'aéroport de Kraljevo-Lađevci. La société a également construit deux sections  de la route européenne E75 (autoroute Belgrade–Niš) : la section Dobanovci-Bubanj Potok (dans le cadre de la réalisation du périphérique de Belgrade) et la section Pečenjevce-Grabovnica (près de Leskovac),.

## Données boursières
Le 12 juin 2014, l'action de Planum GP Beograd valait 1 316 RSD (11,42 EUR). Elle a connu son cours le plus élevé, soit 5 500 RSD (47,73 EUR), le 17 janvier 2008 et son cours le plus bas, soit 540 RSD (4,68 EUR), le 23 mars 2011.
Le capital de Planum GP Beograd est détenu à hauteur de 24,93 % par North Sea Finance d.o.o. et à hauteur de 23,02 % par la Vojvođanska banka ; les personnes physiques en détiennent 31,58 %.